# Ligue des champions féminine de l'UEFA 2014-2015
Navigation
Édition précédente Édition suivante
La Ligue des champions féminine de l'UEFA 2014-2015 est la quatorzième édition de la plus importante compétition inter-clubs européenne de football féminin. 
Elle se déroule lors de la saison 2014-2015 et oppose les vainqueurs des différents championnats européens de la saison précédente ainsi que les dauphins des huit meilleurs championnats.
La finale se déroule à Berlin au Stade Friedrich-Ludwig-Jahn et se conclut sur un quatrième titre du FFC Francfort qui bat le Paris SG, qui disputait sa première finale, sur le score de 2-1.

## Participants
Le schéma de qualification de la ligue des champions féminine de l'UEFA 2014-2015 est le suivant :
- les huit meilleures associations les mieux classées au coefficient UEFA à l'issue de la saison 2012-2013 ont leurs clubs champion et vice-champion qualifiés directement pour les seizièmes de finale,
- les six meilleures associations suivantes au coefficient UEFA ont uniquement leurs clubs champion qualifié directement pour les seizièmes de finale,
- les trente-deux autres associations passe par une phase de qualification pour rejoindre les autres équipes.

Contrairement à la Ligue des champions masculine, les fédérations européennes ne présentent pas toutes une équipe, ainsi le nombre exact d'équipes n'est pas fixé jusqu'à ce que la liste d'accès soit complètement connue.
| Seizièmes de finale | Seizièmes de finale | Seizièmes de finale | Seizièmes de finale | Seizièmes de finale | Seizièmes de finale | Seizièmes de finale | Seizièmes de finale | Seizièmes de finale | Seizièmes de finale | Seizièmes de finale | Seizièmes de finale | Seizièmes de finale | Seizièmes de finale | Seizièmes de finale | Seizièmes de finale |
| --- | --- | --- | --- | --- | --- | --- | --- | --- | --- | --- | --- | --- | --- | --- | --- |
| - Olympique lyonnais Champion de France 2013-2014 - Paris SG Vice-champion de France 2013-2014 - VfL Wolfsbourg Champion d'Allemagne 2013-2014 - FFC Francfort Vice-champion d'Allemagne 2013-2014 - FC Rosengård Champion de Suède 2013 - Linköpings FC Troisième de Suède 2013 - Riazan VDV Champion de Russie 2013 - Zvezda 2005 Vice-champion de Russie 2013 - Liverpool LFC Champion d'Angleterre 2013 - Bristol Academy WFC Vice-champion d'Angleterre 2013 - ACF Brescia Champion d'Italie 2013-2014 | - Olympique lyonnais Champion de France 2013-2014 - Paris SG Vice-champion de France 2013-2014 - VfL Wolfsbourg Champion d'Allemagne 2013-2014 - FFC Francfort Vice-champion d'Allemagne 2013-2014 - FC Rosengård Champion de Suède 2013 - Linköpings FC Troisième de Suède 2013 - Riazan VDV Champion de Russie 2013 - Zvezda 2005 Vice-champion de Russie 2013 - Liverpool LFC Champion d'Angleterre 2013 - Bristol Academy WFC Vice-champion d'Angleterre 2013 - ACF Brescia Champion d'Italie 2013-2014 | - Olympique lyonnais Champion de France 2013-2014 - Paris SG Vice-champion de France 2013-2014 - VfL Wolfsbourg Champion d'Allemagne 2013-2014 - FFC Francfort Vice-champion d'Allemagne 2013-2014 - FC Rosengård Champion de Suède 2013 - Linköpings FC Troisième de Suède 2013 - Riazan VDV Champion de Russie 2013 - Zvezda 2005 Vice-champion de Russie 2013 - Liverpool LFC Champion d'Angleterre 2013 - Bristol Academy WFC Vice-champion d'Angleterre 2013 - ACF Brescia Champion d'Italie 2013-2014 | - Olympique lyonnais Champion de France 2013-2014 - Paris SG Vice-champion de France 2013-2014 - VfL Wolfsbourg Champion d'Allemagne 2013-2014 - FFC Francfort Vice-champion d'Allemagne 2013-2014 - FC Rosengård Champion de Suède 2013 - Linköpings FC Troisième de Suède 2013 - Riazan VDV Champion de Russie 2013 - Zvezda 2005 Vice-champion de Russie 2013 - Liverpool LFC Champion d'Angleterre 2013 - Bristol Academy WFC Vice-champion d'Angleterre 2013 - ACF Brescia Champion d'Italie 2013-2014 | - Olympique lyonnais Champion de France 2013-2014 - Paris SG Vice-champion de France 2013-2014 - VfL Wolfsbourg Champion d'Allemagne 2013-2014 - FFC Francfort Vice-champion d'Allemagne 2013-2014 - FC Rosengård Champion de Suède 2013 - Linköpings FC Troisième de Suède 2013 - Riazan VDV Champion de Russie 2013 - Zvezda 2005 Vice-champion de Russie 2013 - Liverpool LFC Champion d'Angleterre 2013 - Bristol Academy WFC Vice-champion d'Angleterre 2013 - ACF Brescia Champion d'Italie 2013-2014 | - Olympique lyonnais Champion de France 2013-2014 - Paris SG Vice-champion de France 2013-2014 - VfL Wolfsbourg Champion d'Allemagne 2013-2014 - FFC Francfort Vice-champion d'Allemagne 2013-2014 - FC Rosengård Champion de Suède 2013 - Linköpings FC Troisième de Suède 2013 - Riazan VDV Champion de Russie 2013 - Zvezda 2005 Vice-champion de Russie 2013 - Liverpool LFC Champion d'Angleterre 2013 - Bristol Academy WFC Vice-champion d'Angleterre 2013 - ACF Brescia Champion d'Italie 2013-2014 | - Olympique lyonnais Champion de France 2013-2014 - Paris SG Vice-champion de France 2013-2014 - VfL Wolfsbourg Champion d'Allemagne 2013-2014 - FFC Francfort Vice-champion d'Allemagne 2013-2014 - FC Rosengård Champion de Suède 2013 - Linköpings FC Troisième de Suède 2013 - Riazan VDV Champion de Russie 2013 - Zvezda 2005 Vice-champion de Russie 2013 - Liverpool LFC Champion d'Angleterre 2013 - Bristol Academy WFC Vice-champion d'Angleterre 2013 - ACF Brescia Champion d'Italie 2013-2014 | - Olympique lyonnais Champion de France 2013-2014 - Paris SG Vice-champion de France 2013-2014 - VfL Wolfsbourg Champion d'Allemagne 2013-2014 - FFC Francfort Vice-champion d'Allemagne 2013-2014 - FC Rosengård Champion de Suède 2013 - Linköpings FC Troisième de Suède 2013 - Riazan VDV Champion de Russie 2013 - Zvezda 2005 Vice-champion de Russie 2013 - Liverpool LFC Champion d'Angleterre 2013 - Bristol Academy WFC Vice-champion d'Angleterre 2013 - ACF Brescia Champion d'Italie 2013-2014 | - Torres CF Vice-champion d'Italie 2013-2014 - Fortuna Hjørring Champion du Danemark 2013-2014 - Brøndby IF Vice-champion du Danemark 2013-2014 - SK Slavia Prague Champion de République tchèque 2013-2014 - AC Sparta Prague Vice-champion de République tchèque 2013-2014 - Stabæk Fotball Champion de Norvège 2013 - FC Barcelone Champion d'Espagne 2013-2014 - SV Neulengbach Champion d'Autriche 2013-2014 - BIIK Kazygurt Champion du Kazakhstan 2013 - Ungmennafélagið Stjarnan Champion d'Islande 2013 - FC Twente Meilleure équipe néerlandaise de la BeNe League 2013-2014 | - Torres CF Vice-champion d'Italie 2013-2014 - Fortuna Hjørring Champion du Danemark 2013-2014 - Brøndby IF Vice-champion du Danemark 2013-2014 - SK Slavia Prague Champion de République tchèque 2013-2014 - AC Sparta Prague Vice-champion de République tchèque 2013-2014 - Stabæk Fotball Champion de Norvège 2013 - FC Barcelone Champion d'Espagne 2013-2014 - SV Neulengbach Champion d'Autriche 2013-2014 - BIIK Kazygurt Champion du Kazakhstan 2013 - Ungmennafélagið Stjarnan Champion d'Islande 2013 - FC Twente Meilleure équipe néerlandaise de la BeNe League 2013-2014 | - Torres CF Vice-champion d'Italie 2013-2014 - Fortuna Hjørring Champion du Danemark 2013-2014 - Brøndby IF Vice-champion du Danemark 2013-2014 - SK Slavia Prague Champion de République tchèque 2013-2014 - AC Sparta Prague Vice-champion de République tchèque 2013-2014 - Stabæk Fotball Champion de Norvège 2013 - FC Barcelone Champion d'Espagne 2013-2014 - SV Neulengbach Champion d'Autriche 2013-2014 - BIIK Kazygurt Champion du Kazakhstan 2013 - Ungmennafélagið Stjarnan Champion d'Islande 2013 - FC Twente Meilleure équipe néerlandaise de la BeNe League 2013-2014 | - Torres CF Vice-champion d'Italie 2013-2014 - Fortuna Hjørring Champion du Danemark 2013-2014 - Brøndby IF Vice-champion du Danemark 2013-2014 - SK Slavia Prague Champion de République tchèque 2013-2014 - AC Sparta Prague Vice-champion de République tchèque 2013-2014 - Stabæk Fotball Champion de Norvège 2013 - FC Barcelone Champion d'Espagne 2013-2014 - SV Neulengbach Champion d'Autriche 2013-2014 - BIIK Kazygurt Champion du Kazakhstan 2013 - Ungmennafélagið Stjarnan Champion d'Islande 2013 - FC Twente Meilleure équipe néerlandaise de la BeNe League 2013-2014 | - Torres CF Vice-champion d'Italie 2013-2014 - Fortuna Hjørring Champion du Danemark 2013-2014 - Brøndby IF Vice-champion du Danemark 2013-2014 - SK Slavia Prague Champion de République tchèque 2013-2014 - AC Sparta Prague Vice-champion de République tchèque 2013-2014 - Stabæk Fotball Champion de Norvège 2013 - FC Barcelone Champion d'Espagne 2013-2014 - SV Neulengbach Champion d'Autriche 2013-2014 - BIIK Kazygurt Champion du Kazakhstan 2013 - Ungmennafélagið Stjarnan Champion d'Islande 2013 - FC Twente Meilleure équipe néerlandaise de la BeNe League 2013-2014 | - Torres CF Vice-champion d'Italie 2013-2014 - Fortuna Hjørring Champion du Danemark 2013-2014 - Brøndby IF Vice-champion du Danemark 2013-2014 - SK Slavia Prague Champion de République tchèque 2013-2014 - AC Sparta Prague Vice-champion de République tchèque 2013-2014 - Stabæk Fotball Champion de Norvège 2013 - FC Barcelone Champion d'Espagne 2013-2014 - SV Neulengbach Champion d'Autriche 2013-2014 - BIIK Kazygurt Champion du Kazakhstan 2013 - Ungmennafélagið Stjarnan Champion d'Islande 2013 - FC Twente Meilleure équipe néerlandaise de la BeNe League 2013-2014 | - Torres CF Vice-champion d'Italie 2013-2014 - Fortuna Hjørring Champion du Danemark 2013-2014 - Brøndby IF Vice-champion du Danemark 2013-2014 - SK Slavia Prague Champion de République tchèque 2013-2014 - AC Sparta Prague Vice-champion de République tchèque 2013-2014 - Stabæk Fotball Champion de Norvège 2013 - FC Barcelone Champion d'Espagne 2013-2014 - SV Neulengbach Champion d'Autriche 2013-2014 - BIIK Kazygurt Champion du Kazakhstan 2013 - Ungmennafélagið Stjarnan Champion d'Islande 2013 - FC Twente Meilleure équipe néerlandaise de la BeNe League 2013-2014 | - Torres CF Vice-champion d'Italie 2013-2014 - Fortuna Hjørring Champion du Danemark 2013-2014 - Brøndby IF Vice-champion du Danemark 2013-2014 - SK Slavia Prague Champion de République tchèque 2013-2014 - AC Sparta Prague Vice-champion de République tchèque 2013-2014 - Stabæk Fotball Champion de Norvège 2013 - FC Barcelone Champion d'Espagne 2013-2014 - SV Neulengbach Champion d'Autriche 2013-2014 - BIIK Kazygurt Champion du Kazakhstan 2013 - Ungmennafélagið Stjarnan Champion d'Islande 2013 - FC Twente Meilleure équipe néerlandaise de la BeNe League 2013-2014 |
| Tour de qualification | | | | | | | | | | | | | | | |
| - Glasgow City LFC Champion d'Écosse 2013 - Medyk Konin Champion de Pologne 2013-2014 - Standard de Liège Meilleure équipe belge de la BeNe League 2013-2014 - FC Zürich Frauen Champion de Suisse 2013-2014 - CFF Olimpia Cluj-Napoca Champion de Roumanie 2013-2014 - Zhytlobud-1 Kharkiv Champion d'Ukraine 2013 - Åland United Champion de Finlande 2013 - FK Minsk Champion de Biélorussie 2013 - Amazones Dramas Champion de Grèce 2013-2014 - MTK Budapest FC (en) Champion de Hongrie 2013-2014 - Apollon Limassol LFC Champion de Chypre 2013-2014 - ŽFK Spartak Subotica Champion de Serbie 2013-2014 - Atlético Ouriense Champion du Portugal 2013-2014 - Raheny United Champion d'Irlande 2013-2014 - ŽNK SFK 2000 Sarajevo Champion de Bosnie-Herzégovine 2013-2014 - ASA Tel-Aviv Champion d'Israël 2013-2014 | - Glasgow City LFC Champion d'Écosse 2013 - Medyk Konin Champion de Pologne 2013-2014 - Standard de Liège Meilleure équipe belge de la BeNe League 2013-2014 - FC Zürich Frauen Champion de Suisse 2013-2014 - CFF Olimpia Cluj-Napoca Champion de Roumanie 2013-2014 - Zhytlobud-1 Kharkiv Champion d'Ukraine 2013 - Åland United Champion de Finlande 2013 - FK Minsk Champion de Biélorussie 2013 - Amazones Dramas Champion de Grèce 2013-2014 - MTK Budapest FC (en) Champion de Hongrie 2013-2014 - Apollon Limassol LFC Champion de Chypre 2013-2014 - ŽFK Spartak Subotica Champion de Serbie 2013-2014 - Atlético Ouriense Champion du Portugal 2013-2014 - Raheny United Champion d'Irlande 2013-2014 - ŽNK SFK 2000 Sarajevo Champion de Bosnie-Herzégovine 2013-2014 - ASA Tel-Aviv Champion d'Israël 2013-2014 | - Glasgow City LFC Champion d'Écosse 2013 - Medyk Konin Champion de Pologne 2013-2014 - Standard de Liège Meilleure équipe belge de la BeNe League 2013-2014 - FC Zürich Frauen Champion de Suisse 2013-2014 - CFF Olimpia Cluj-Napoca Champion de Roumanie 2013-2014 - Zhytlobud-1 Kharkiv Champion d'Ukraine 2013 - Åland United Champion de Finlande 2013 - FK Minsk Champion de Biélorussie 2013 - Amazones Dramas Champion de Grèce 2013-2014 - MTK Budapest FC (en) Champion de Hongrie 2013-2014 - Apollon Limassol LFC Champion de Chypre 2013-2014 - ŽFK Spartak Subotica Champion de Serbie 2013-2014 - Atlético Ouriense Champion du Portugal 2013-2014 - Raheny United Champion d'Irlande 2013-2014 - ŽNK SFK 2000 Sarajevo Champion de Bosnie-Herzégovine 2013-2014 - ASA Tel-Aviv Champion d'Israël 2013-2014 | - Glasgow City LFC Champion d'Écosse 2013 - Medyk Konin Champion de Pologne 2013-2014 - Standard de Liège Meilleure équipe belge de la BeNe League 2013-2014 - FC Zürich Frauen Champion de Suisse 2013-2014 - CFF Olimpia Cluj-Napoca Champion de Roumanie 2013-2014 - Zhytlobud-1 Kharkiv Champion d'Ukraine 2013 - Åland United Champion de Finlande 2013 - FK Minsk Champion de Biélorussie 2013 - Amazones Dramas Champion de Grèce 2013-2014 - MTK Budapest FC (en) Champion de Hongrie 2013-2014 - Apollon Limassol LFC Champion de Chypre 2013-2014 - ŽFK Spartak Subotica Champion de Serbie 2013-2014 - Atlético Ouriense Champion du Portugal 2013-2014 - Raheny United Champion d'Irlande 2013-2014 - ŽNK SFK 2000 Sarajevo Champion de Bosnie-Herzégovine 2013-2014 - ASA Tel-Aviv Champion d'Israël 2013-2014 | - Glasgow City LFC Champion d'Écosse 2013 - Medyk Konin Champion de Pologne 2013-2014 - Standard de Liège Meilleure équipe belge de la BeNe League 2013-2014 - FC Zürich Frauen Champion de Suisse 2013-2014 - CFF Olimpia Cluj-Napoca Champion de Roumanie 2013-2014 - Zhytlobud-1 Kharkiv Champion d'Ukraine 2013 - Åland United Champion de Finlande 2013 - FK Minsk Champion de Biélorussie 2013 - Amazones Dramas Champion de Grèce 2013-2014 - MTK Budapest FC (en) Champion de Hongrie 2013-2014 - Apollon Limassol LFC Champion de Chypre 2013-2014 - ŽFK Spartak Subotica Champion de Serbie 2013-2014 - Atlético Ouriense Champion du Portugal 2013-2014 - Raheny United Champion d'Irlande 2013-2014 - ŽNK SFK 2000 Sarajevo Champion de Bosnie-Herzégovine 2013-2014 - ASA Tel-Aviv Champion d'Israël 2013-2014 | - Glasgow City LFC Champion d'Écosse 2013 - Medyk Konin Champion de Pologne 2013-2014 - Standard de Liège Meilleure équipe belge de la BeNe League 2013-2014 - FC Zürich Frauen Champion de Suisse 2013-2014 - CFF Olimpia Cluj-Napoca Champion de Roumanie 2013-2014 - Zhytlobud-1 Kharkiv Champion d'Ukraine 2013 - Åland United Champion de Finlande 2013 - FK Minsk Champion de Biélorussie 2013 - Amazones Dramas Champion de Grèce 2013-2014 - MTK Budapest FC (en) Champion de Hongrie 2013-2014 - Apollon Limassol LFC Champion de Chypre 2013-2014 - ŽFK Spartak Subotica Champion de Serbie 2013-2014 - Atlético Ouriense Champion du Portugal 2013-2014 - Raheny United Champion d'Irlande 2013-2014 - ŽNK SFK 2000 Sarajevo Champion de Bosnie-Herzégovine 2013-2014 - ASA Tel-Aviv Champion d'Israël 2013-2014 | - Glasgow City LFC Champion d'Écosse 2013 - Medyk Konin Champion de Pologne 2013-2014 - Standard de Liège Meilleure équipe belge de la BeNe League 2013-2014 - FC Zürich Frauen Champion de Suisse 2013-2014 - CFF Olimpia Cluj-Napoca Champion de Roumanie 2013-2014 - Zhytlobud-1 Kharkiv Champion d'Ukraine 2013 - Åland United Champion de Finlande 2013 - FK Minsk Champion de Biélorussie 2013 - Amazones Dramas Champion de Grèce 2013-2014 - MTK Budapest FC (en) Champion de Hongrie 2013-2014 - Apollon Limassol LFC Champion de Chypre 2013-2014 - ŽFK Spartak Subotica Champion de Serbie 2013-2014 - Atlético Ouriense Champion du Portugal 2013-2014 - Raheny United Champion d'Irlande 2013-2014 - ŽNK SFK 2000 Sarajevo Champion de Bosnie-Herzégovine 2013-2014 - ASA Tel-Aviv Champion d'Israël 2013-2014 | - Glasgow City LFC Champion d'Écosse 2013 - Medyk Konin Champion de Pologne 2013-2014 - Standard de Liège Meilleure équipe belge de la BeNe League 2013-2014 - FC Zürich Frauen Champion de Suisse 2013-2014 - CFF Olimpia Cluj-Napoca Champion de Roumanie 2013-2014 - Zhytlobud-1 Kharkiv Champion d'Ukraine 2013 - Åland United Champion de Finlande 2013 - FK Minsk Champion de Biélorussie 2013 - Amazones Dramas Champion de Grèce 2013-2014 - MTK Budapest FC (en) Champion de Hongrie 2013-2014 - Apollon Limassol LFC Champion de Chypre 2013-2014 - ŽFK Spartak Subotica Champion de Serbie 2013-2014 - Atlético Ouriense Champion du Portugal 2013-2014 - Raheny United Champion d'Irlande 2013-2014 - ŽNK SFK 2000 Sarajevo Champion de Bosnie-Herzégovine 2013-2014 - ASA Tel-Aviv Champion d'Israël 2013-2014 | - FK Union Nové Zámky Champion de Slovaquie 2013-2014 - ŽNK Pomurje Champion de Slovénie 2013-2014 - FC NSA Sofia Champion de Bulgarie 2013-2014 - KÍ Klaksvík Champion des Îles Féroé 2013 - FK Gintra Universitetas Champion de Lituanie 2013 - ŽNK Osijek Champion de Croatie 2013-2014 - Cardiff Metropolitan LAFC Champion du pays de Galles 2013-2014 - Konak Belediyespor Champion de Turquie 2013-2014 - ŽFK Kochani (en) Champion de Macédoine 2013-2014 - Glentoran Belfast United Champion d'Irlande du Nord 2013 - Pärnu JK Champion d'Estonie 2013 - Goliador Chişinău (en) Champion de Moldavie 2013-2014 - Hibernians FC Champion de Malte 2013-2014 - Rīgas FS Champion de Lettonie 2013 - KS Vllaznia Shkodër Champion d'Albanie 2013-2014 - ŽFK Ekonomist Champion du Monténégro 2013-2014 | - FK Union Nové Zámky Champion de Slovaquie 2013-2014 - ŽNK Pomurje Champion de Slovénie 2013-2014 - FC NSA Sofia Champion de Bulgarie 2013-2014 - KÍ Klaksvík Champion des Îles Féroé 2013 - FK Gintra Universitetas Champion de Lituanie 2013 - ŽNK Osijek Champion de Croatie 2013-2014 - Cardiff Metropolitan LAFC Champion du pays de Galles 2013-2014 - Konak Belediyespor Champion de Turquie 2013-2014 - ŽFK Kochani (en) Champion de Macédoine 2013-2014 - Glentoran Belfast United Champion d'Irlande du Nord 2013 - Pärnu JK Champion d'Estonie 2013 - Goliador Chişinău (en) Champion de Moldavie 2013-2014 - Hibernians FC Champion de Malte 2013-2014 - Rīgas FS Champion de Lettonie 2013 - KS Vllaznia Shkodër Champion d'Albanie 2013-2014 - ŽFK Ekonomist Champion du Monténégro 2013-2014 | - FK Union Nové Zámky Champion de Slovaquie 2013-2014 - ŽNK Pomurje Champion de Slovénie 2013-2014 - FC NSA Sofia Champion de Bulgarie 2013-2014 - KÍ Klaksvík Champion des Îles Féroé 2013 - FK Gintra Universitetas Champion de Lituanie 2013 - ŽNK Osijek Champion de Croatie 2013-2014 - Cardiff Metropolitan LAFC Champion du pays de Galles 2013-2014 - Konak Belediyespor Champion de Turquie 2013-2014 - ŽFK Kochani (en) Champion de Macédoine 2013-2014 - Glentoran Belfast United Champion d'Irlande du Nord 2013 - Pärnu JK Champion d'Estonie 2013 - Goliador Chişinău (en) Champion de Moldavie 2013-2014 - Hibernians FC Champion de Malte 2013-2014 - Rīgas FS Champion de Lettonie 2013 - KS Vllaznia Shkodër Champion d'Albanie 2013-2014 - ŽFK Ekonomist Champion du Monténégro 2013-2014 | - FK Union Nové Zámky Champion de Slovaquie 2013-2014 - ŽNK Pomurje Champion de Slovénie 2013-2014 - FC NSA Sofia Champion de Bulgarie 2013-2014 - KÍ Klaksvík Champion des Îles Féroé 2013 - FK Gintra Universitetas Champion de Lituanie 2013 - ŽNK Osijek Champion de Croatie 2013-2014 - Cardiff Metropolitan LAFC Champion du pays de Galles 2013-2014 - Konak Belediyespor Champion de Turquie 2013-2014 - ŽFK Kochani (en) Champion de Macédoine 2013-2014 - Glentoran Belfast United Champion d'Irlande du Nord 2013 - Pärnu JK Champion d'Estonie 2013 - Goliador Chişinău (en) Champion de Moldavie 2013-2014 - Hibernians FC Champion de Malte 2013-2014 - Rīgas FS Champion de Lettonie 2013 - KS Vllaznia Shkodër Champion d'Albanie 2013-2014 - ŽFK Ekonomist Champion du Monténégro 2013-2014 | - FK Union Nové Zámky Champion de Slovaquie 2013-2014 - ŽNK Pomurje Champion de Slovénie 2013-2014 - FC NSA Sofia Champion de Bulgarie 2013-2014 - KÍ Klaksvík Champion des Îles Féroé 2013 - FK Gintra Universitetas Champion de Lituanie 2013 - ŽNK Osijek Champion de Croatie 2013-2014 - Cardiff Metropolitan LAFC Champion du pays de Galles 2013-2014 - Konak Belediyespor Champion de Turquie 2013-2014 - ŽFK Kochani (en) Champion de Macédoine 2013-2014 - Glentoran Belfast United Champion d'Irlande du Nord 2013 - Pärnu JK Champion d'Estonie 2013 - Goliador Chişinău (en) Champion de Moldavie 2013-2014 - Hibernians FC Champion de Malte 2013-2014 - Rīgas FS Champion de Lettonie 2013 - KS Vllaznia Shkodër Champion d'Albanie 2013-2014 - ŽFK Ekonomist Champion du Monténégro 2013-2014 | - FK Union Nové Zámky Champion de Slovaquie 2013-2014 - ŽNK Pomurje Champion de Slovénie 2013-2014 - FC NSA Sofia Champion de Bulgarie 2013-2014 - KÍ Klaksvík Champion des Îles Féroé 2013 - FK Gintra Universitetas Champion de Lituanie 2013 - ŽNK Osijek Champion de Croatie 2013-2014 - Cardiff Metropolitan LAFC Champion du pays de Galles 2013-2014 - Konak Belediyespor Champion de Turquie 2013-2014 - ŽFK Kochani (en) Champion de Macédoine 2013-2014 - Glentoran Belfast United Champion d'Irlande du Nord 2013 - Pärnu JK Champion d'Estonie 2013 - Goliador Chişinău (en) Champion de Moldavie 2013-2014 - Hibernians FC Champion de Malte 2013-2014 - Rīgas FS Champion de Lettonie 2013 - KS Vllaznia Shkodër Champion d'Albanie 2013-2014 - ŽFK Ekonomist Champion du Monténégro 2013-2014 | - FK Union Nové Zámky Champion de Slovaquie 2013-2014 - ŽNK Pomurje Champion de Slovénie 2013-2014 - FC NSA Sofia Champion de Bulgarie 2013-2014 - KÍ Klaksvík Champion des Îles Féroé 2013 - FK Gintra Universitetas Champion de Lituanie 2013 - ŽNK Osijek Champion de Croatie 2013-2014 - Cardiff Metropolitan LAFC Champion du pays de Galles 2013-2014 - Konak Belediyespor Champion de Turquie 2013-2014 - ŽFK Kochani (en) Champion de Macédoine 2013-2014 - Glentoran Belfast United Champion d'Irlande du Nord 2013 - Pärnu JK Champion d'Estonie 2013 - Goliador Chişinău (en) Champion de Moldavie 2013-2014 - Hibernians FC Champion de Malte 2013-2014 - Rīgas FS Champion de Lettonie 2013 - KS Vllaznia Shkodër Champion d'Albanie 2013-2014 - ŽFK Ekonomist Champion du Monténégro 2013-2014 | - FK Union Nové Zámky Champion de Slovaquie 2013-2014 - ŽNK Pomurje Champion de Slovénie 2013-2014 - FC NSA Sofia Champion de Bulgarie 2013-2014 - KÍ Klaksvík Champion des Îles Féroé 2013 - FK Gintra Universitetas Champion de Lituanie 2013 - ŽNK Osijek Champion de Croatie 2013-2014 - Cardiff Metropolitan LAFC Champion du pays de Galles 2013-2014 - Konak Belediyespor Champion de Turquie 2013-2014 - ŽFK Kochani (en) Champion de Macédoine 2013-2014 - Glentoran Belfast United Champion d'Irlande du Nord 2013 - Pärnu JK Champion d'Estonie 2013 - Goliador Chişinău (en) Champion de Moldavie 2013-2014 - Hibernians FC Champion de Malte 2013-2014 - Rīgas FS Champion de Lettonie 2013 - KS Vllaznia Shkodër Champion d'Albanie 2013-2014 - ŽFK Ekonomist Champion du Monténégro 2013-2014 |

## Calendrier
| Nom                           | Date aller                    | Date retour                   | Équipes participantes         | Équipes restantes             | Date tirage au sort           |
| Phase de qualification (2014) | Phase de qualification (2014) | Phase de qualification (2014) | Phase de qualification (2014) | Phase de qualification (2014) | Phase de qualification (2014) |
| ----------------------------- | ----------------------------- | ----------------------------- | ----------------------------- | ----------------------------- | ----------------------------- |
| Phase de qualification        | du 9 au 14 août               | du 9 au 14 août               | 32                            | 32                            | 25 juin                       |
| Phase finale (2014-2015)      |                               |                               |                               |                               |                               |
| Seizièmes de finale           | 8-9 octobre                   | 15-16 octobre                 | 32                            | 16                            | 28 août                       |
| Huitièmes de finale           | 8-9 novembre                  | 12-13 novembre                | 16                            | 8                             | 28 août                       |
| Quarts de finale              | 21-22 mars                    | 28-29 mars                    | 8                             | 4                             | 4 décembre                    |
| Demi-finale                   | 18-19 avril                   | 25-26 avril                   | 4                             | 2                             | 4 décembre                    |
| Finale                        | 14 mai                        | 14 mai                        | 2                             | 1                             | 4 décembre                    |

## Phase de qualification
La phase de groupes est composée de huit groupes de quatre équipes réparties dans les chapeaux suivants selon le coefficient UEFA des clubs à l'issue de la saison 2013-2014 :
| Chapeau 1               | Coeff. | Chapeau 2           | Coeff. | Chapeau 3               | Coeff. | Chapeau 4                 | Coeff. |
| ----------------------- | ------ | ------------------- | ------ | ----------------------- | ------ | ------------------------- | ------ |
| Glasgow City LFC        | 29,260 | Zhytlobud-1 Kharkiv | 10,960 | Medyk Konin             | 6,105  | Glentoran Belfast United  | 2,660  |
| FCF Zürich              | 23,600 | Konak Belediyespor  | 10,300 | Pärnu JK                | 5,650  | ŽFK Ekonomist             | 1,330  |
| Standard de Liège       | 22,270 | FC NSA Sofia        | 9,975  | FK Gintra Universitetas | 5,320  | Cardiff Metropolitan LAFC | 0,990  |
| Apollon Limassol LFC    | 21,280 | ASA Tel-Aviv        | 9,640  | Atlético Ouriense       | 4,305  | ŽFK Kochani (en)          | 0,660  |
| MTK Budapest (en)       | 16,285 | Åland United        | 7,950  | FK Union Nové Zámky     | 4,140  | Goliador Chişinău (en)    | 0,165  |
| CFF Olimpia Cluj-Napoca | 15,620 | ŽNK Osijek          | 6,650  | FK Minsk                | 4,125  | KS Vllaznia Shkodër       | 0,000  |
| ŽFK Spartak Subotica    | 13,950 | KÍ Klaksvík         | 6,650  | Amazones Dramas         | 4,125  | Rīgas FS                  | 0,000  |
| ŽNK SFK 2000 Sarajevo   | 13,300 | ŽNK Pomurje         | 6,475  | Raheny United           | 3,640  | Hibernians FC             | 0,000  |

### Groupe A
Les matchs se déroulent à Riga en Lettonie.
| Rang | Équipe             | Pts | J | G | N | P | Bp | Bc | Diff |
| ---- | ------------------ | --- | - | - | - | - | -- | -- | ---- |
| 1    | FCF Zürich         | 7   | 3 | 2 | 1 | 0 | 7  | 1  | +6   |
| 2    | Konak Belediyespor | 6   | 3 | 2 | 0 | 1 | 13 | 5  | +8   |
| 3    | FK Minsk           | 4   | 3 | 1 | 1 | 1 | 9  | 3  | +6   |
| 4    | Rīgas FS           | 0   | 3 | 0 | 0 | 3 | 0  | 20 | -20  |

| Résultats (▼dom., ►ext.) |  |     |      |     |
| Konak Belediyespor       |  | 2-1 | 11-0 | 0-4 |
| FK Minsk                 |  |     | 7-0  | 1-1 |
| Rīgas FS                 |  |     |      | 0-2 |
| FCF Zürich               |  |     |      |     |

### Groupe B
Les matchs se déroulent à Cluj en Roumanie.
| Rang | Équipe                  | Pts | J | G | N | P | Bp | Bc | Diff |
| ---- | ----------------------- | --- | - | - | - | - | -- | -- | ---- |
| 1    | Raheny United           | 9   | 3 | 3 | 0 | 0 | 6  | 2  | +4   |
| 2    | CFF Olimpia Cluj-Napoca | 6   | 3 | 2 | 0 | 1 | 10 | 3  | +7   |
| 3    | FC NSA Sofia            | 3   | 3 | 1 | 0 | 2 | 6  | 6  | 0    |
| 4    | Hibernians FC           | 0   | 3 | 0 | 0 | 3 | 1  | 12 | -11  |

| Résultats (▼dom., ►ext.) |  |     |     |     |
| CFF Olimpia Cluj-Napoca  |  | 5-0 | 1-2 | 4-1 |
| Hibernians FC            |  |     | 1-2 | 0-5 |
| Raheny United            |  |     |     | 2-0 |
| FC NSA Sofia             |  |     |     |     |

### Groupe C
Les matchs se déroulent à Nikšić au Monténégro.
| Rang | Équipe            | Pts | J | G | N | P | Bp | Bc | Diff |
| ---- | ----------------- | --- | - | - | - | - | -- | -- | ---- |
| 1    | MTK Budapest (en) | 9   | 3 | 3 | 0 | 0 | 6  | 1  | +5   |
| 2    | ŽNK Pomurje       | 6   | 3 | 2 | 0 | 1 | 9  | 2  | +7   |
| 3    | Pärnu JK          | 3   | 3 | 1 | 0 | 2 | 2  | 8  | -6   |
| 4    | ŽFK Ekonomist     | 0   | 3 | 0 | 0 | 3 | 1  | 7  | -6   |

| Résultats (▼dom., ►ext.) |  |     |     |     |
| MTK Budapest (en)        |  | 1-0 | 3-0 | 2-1 |
| ŽFK Ekonomist            |  |     | 1-2 | 0-4 |
| Pärnu JK                 |  |     |     | 0-4 |
| ŽNK Pomurje              |  |     |     |     |

### Groupe D
Les matchs se déroulent à Glasgow en Écosse.
| Rang | Équipe                   | Pts | J | G | N | P | Bp | Bc | Diff |
| ---- | ------------------------ | --- | - | - | - | - | -- | -- | ---- |
| 1    | Glasgow City LFC         | 9   | 3 | 3 | 0 | 0 | 10 | 0  | +10  |
| 2    | Zhytlobud-1 Kharkiv      | 6   | 3 | 2 | 0 | 1 | 8  | 5  | +3   |
| 3    | Glentoran Belfast United | 3   | 3 | 1 | 0 | 2 | 5  | 8  | -3   |
| 4    | FK Union Nové Zámky      | 0   | 3 | 0 | 0 | 3 | 3  | 13 | -10  |

| Résultats (▼dom., ►ext.) |  |     |     |     |
| Glasgow City LFC         |  | 1-0 | 5-0 | 4-0 |
| Glentoran Belfast United |  |     | 5-2 | 0-5 |
| FK Union Nové Zámky      |  |     |     | 1-3 |
| Zhytlobud-1 Kharkiv      |  |     |     |     |

### Groupe E
Les matchs se déroulent à Osijek en Croatie.
| Rang | Équipe                 | Pts | J | G | N | P | Bp | Bc | Diff |
| ---- | ---------------------- | --- | - | - | - | - | -- | -- | ---- |
| 1    | ŽNK Osijek             | 9   | 3 | 3 | 0 | 0 | 16 | 1  | +15  |
| 2    | ŽFK Spartak Subotica   | 6   | 3 | 2 | 0 | 1 | 22 | 1  | +21  |
| 3    | Amazones Dramas        | 3   | 3 | 1 | 0 | 2 | 12 | 6  | +6   |
| 4    | Goliador Chişinău (en) | 0   | 3 | 0 | 0 | 3 | 0  | 42 | -42  |

| Résultats (▼dom., ►ext.) |  |      |      |      |
| Goliador Chişinău (en)   |  | 0-11 | 0-12 | 0-19 |
| Amazones Dramas          |  |      | 1-3  | 0-3  |
| ŽNK Osijek               |  |      |      | 1-0  |
| ŽFK Spartak Subotica     |  |      |      |      |

### Groupe F
Les matchs se déroulent à Šiauliai en Lituanie.
| Rang | Équipe                  | Pts | J | G | N | P | Bp | Bc | Diff |
| ---- | ----------------------- | --- | - | - | - | - | -- | -- | ---- |
| 1    | Apollon Limassol LFC    | 7   | 3 | 2 | 1 | 0 | 6  | 2  | +4   |
| 2    | FK Gintra Universitetas | 6   | 3 | 2 | 0 | 1 | 8  | 3  | +5   |
| 3    | KS Vllaznia Shkodër     | 4   | 3 | 1 | 1 | 1 | 2  | 6  | -4   |
| 4    | KÍ Klaksvík             | 0   | 3 | 0 | 0 | 3 | 2  | 7  | -5   |

| Résultats (▼dom., ►ext.) |  |     |     |     |
| FK Gintra Universitetas  |  | 2-0 | 1-3 | 5-0 |
| KÍ Klaksvík              |  |     | 1-3 | 1-2 |
| Apollon Limassol LFC     |  |     |     | 0-0 |
| KS Vllaznia Shkodër      |  |     |     |     |

### Groupe G
Les matchs se déroulent à Sarajevo en Bosnie-Herzégovine.
| Rang | Équipe                | Pts | J | G | N | P | Bp | Bc | Diff |
| ---- | --------------------- | --- | - | - | - | - | -- | -- | ---- |
| 1    | Medyk Konin           | 9   | 3 | 3 | 0 | 0 | 21 | 1  | +20  |
| 2    | ŽNK SFK 2000 Sarajevo | 6   | 3 | 2 | 0 | 1 | 8  | 3  | +5   |
| 3    | Åland United          | 3   | 3 | 1 | 0 | 2 | 4  | 8  | -4   |
| 4    | ŽFK Kochani (en)      | 0   | 3 | 0 | 0 | 3 | 1  | 22 | -21  |

| Résultats (▼dom., ►ext.) |  |     |      |     |
| Åland United             |  | 4-0 | 0-7  | 0-1 |
| ŽFK Kochani (en)         |  |     | 1-11 | 0-7 |
| Medyk Konin              |  |     |      | 3-0 |
| ŽNK SFK 2000 Sarajevo    |  |     |      |     |

### Groupe H
Les matchs se déroulent à Ourém au Portugal.
| Rang | Équipe                    | Pts | J | G | N | P | Bp | Bc | Diff |
| ---- | ------------------------- | --- | - | - | - | - | -- | -- | ---- |
| 1    | Atlético Ouriense         | 6   | 3 | 2 | 0 | 1 | 4  | 3  | +1   |
| 2    | Standard de Liège         | 6   | 3 | 2 | 0 | 1 | 11 | 1  | +10  |
| 3    | ASA Tel-Aviv              | 3   | 3 | 1 | 0 | 2 | 3  | 3  | 0    |
| 4    | Cardiff Metropolitan LAFC | 3   | 3 | 1 | 0 | 2 | 2  | 13 | -11  |

| Résultats (▼dom., ►ext.)  |  |     |      |     |
| Cardiff Metropolitan LAFC |  | 2-1 | 0-10 | 0-2 |
| Atlético Ouriense         |  |     | 1-0  | 2-1 |
| Standard de Liège         |  |     |      | 1-0 |
| ASA Tel-Aviv              |  |     |      |     |

### Deuxièmes des groupes
Les résultats des deuxièmes de chaque groupe sont repris dans un autre classement où l'on ne tient compte que des résultats face aux premiers et au troisièmes de chaque groupes, les deux meilleurs se qualifient également pour les seizièmes de finale.
| Rang | Équipe                  | Pts | J | G | N | P | Bp | Bc | Diff |
| ---- | ----------------------- | --- | - | - | - | - | -- | -- | ---- |
| 1    | FK Gintra Universitetas | 3   | 2 | 1 | 0 | 1 | 6  | 3  | +3   |
| 2    | ŽNK Pomurje             | 3   | 2 | 1 | 0 | 1 | 5  | 2  | +3   |
| 3    | CFF Olimpia Cluj-Napoca | 3   | 2 | 1 | 0 | 1 | 5  | 3  | +2   |
| 4    | ŽFK Spartak Subotica    | 3   | 2 | 1 | 0 | 1 | 3  | 1  | +2   |
| 5    | Zhytlobud-1 Kharkiv     | 3   | 2 | 1 | 0 | 1 | 5  | 4  | +1   |
| 6    | Standard de Liège       | 3   | 2 | 1 | 0 | 1 | 1  | 1  | 0    |
| 7    | ŽNK SFK 2000 Sarajevo   | 3   | 2 | 1 | 0 | 1 | 1  | 3  | -2   |
| 8    | Konak Belediyespor      | 3   | 2 | 1 | 0 | 1 | 2  | 5  | -3   |

## Phase finale
Slavia Prague
Sparta Prague
La phase finale oppose les vingt-deux équipes qualifiées directement, les premiers de chaque groupe et les deux meilleurs deuxième lors de matchs aller-retour selon un tirage au sort avec têtes de séries pour les seizièmes de finale puis intégral à partir des huitièmes de finale. Les têtes de série pour les seizièmes de finale sont définies selon le coefficient UEFA 2013-2014 des clubs :
| Tête de série       | Coeff.  | Non tête de série        | Coeff. |
| ------------------- | ------- | ------------------------ | ------ |
| Olympique lyonnais  | 127,905 | Stabæk Football          | 22,900 |
| VfL Wolfsbourg      | 078,250 | Apollon Limassol LFC     | 21,280 |
| Torres CF           | 068,035 | Liverpool LFC            | 19,305 |
| FC Rosengård        | 054,295 | MTK Budapest (en)        | 16,285 |
| Fortuna Hjørring    | 047,550 | Riazan VDV               | 15,510 |
| FFC Francfort       | 047,250 | BIIK Kazygurt            | 14,270 |
| SV Neulengbach      | 046,395 | ACF Brescia              | 13,035 |
| Brøndby IF          | 045,550 | FC Twente                | 11,940 |
| AC Sparta Prague    | 045,220 | SK Slavia Prague         | 11,220 |
| Linköpings FC       | 044,295 | Ungmennafélagið Stjarnan | 09,610 |
| Paris Saint-Germain | 039,905 | ŽNK Osijek               | 06,650 |
| Zvezda 2005         | 038,510 | ŽNK Pomurje              | 06,475 |
| Glasgow City LFC    | 029,260 | Medyk Konin              | 06,105 |
| FC Barcelone        | 025,550 | FK Gintra Universitetas  | 05,320 |
| FCF Zürich          | 023,600 | Atlético Ouriense        | 04,305 |
| Bristol Academy WFC | 023,305 | Raheny United            | 03,640 |

### Seizièmes de finale
| Pays | Club                     | Aller | Retour        | Club                | Pays |
| ---- | ------------------------ | ----- | ------------- | ------------------- | ---- |
|      | Medyk Konin              | 2-0   | 0-3 (a.p.)    | Glasgow City LFC    |      |
|      | Riazan VDV               | 1-3   | 0-2           | FC Rosengård        |      |
|      | ACF Brescia              | 0-5   | 0-9           | Olympique lyonnais  |      |
|      | Atlético Ouriense        | 0-3   | 0-6           | Fortuna Hjørring    |      |
|      | SK Slavia Prague         | 0-1   | 0-3           | FC Barcelone        |      |
|      | Raheny United            | 0-4   | 1-2           | Bristol Academy WFC |      |
|      | BIIK Kazygurt            | 2-2   | 0-4           | FFC Francfort       |      |
|      | FK Gintra Universitetas  | 1-1   | 1-1 Tab : 5-4 | AC Sparta Prague    |      |
|      | ŽNK Pomurje              | 2-4   | 1-3           | Torres CF           |      |
|      | Stabæk Fotball Kvinner   | 0-1   | 1-2           | VfL Wolfsbourg      |      |
|      | Apollon Limassol LFC     | 1-0   | 1-3 (a.p.)    | Brøndby IF          |      |
|      | MTK Budapest (en)        | 1-2   | 2-2 (a.p.)    | SV Neulengbach      |      |
|      | ŽNK Osijek               | 2-5   | 0-2           | FCF Zürich          |      |
|      | Liverpool LFC            | 2-1   | 0-3           | Linköpings FC       |      |
|      | FC Twente                | 1-2   | 0-1           | Paris Saint-Germain |      |
|      | Ungmennafélagið Stjarnan | 2-5   | 1-3           | Zvezda 2005         |      |

### Huitièmes de finale
| Pays | Club                | Aller | Retour | Club                    | Pays |
| ---- | ------------------- | ----- | ------ | ----------------------- | ---- |
|      | FCF Zürich          | 2-1   | 2-4    | Glasgow City LFC        |      |
|      | FC Rosengård        | 2-1   | 2-0    | Fortuna Hjørring        |      |
|      | Paris Saint-Germain | 1-1   | 1-0    | Olympique lyonnais      |      |
|      | VfL Wolfsbourg      | 4-0   | 7-0    | SV Neulengbach          |      |
|      | Linköpings FC       | 5-0   | 0-3    | Zvezda 2005             |      |
|      | FC Barcelone        | 0-1   | 1-1    | Bristol Academy WFC     |      |
|      | FFC Francfort       | 5-0   | 4-0    | Torres CF               |      |
|      | Brøndby IF          | 5-0   | 0-2    | FK Gintra Universitetas |      |

### Tableau final
Le tirage au sort intégral du tableau final a eu lieu le 19 novembre 2014 au siège de l'UEFA. Les demi-finales et la finale sont aussi tirées au sort à ce moment-là.
|  | Quarts de finale    | Quarts de finale    | Quarts de finale    | Quarts de finale    |                |                | Demi-finales        | Demi-finales        | Demi-finales        | Demi-finales        |  |  | Finale      | Finale      | Finale      | Finale      |
|  |                     |                     |                     |                     |                |                |                     |                     |                     |                     |  |  |             |             |             |             |
|  | 21 et 29 mars 2015  | 21 et 29 mars 2015  | 21 et 29 mars 2015  | 21 et 29 mars 2015  |                |                | 19 et 25 avril 2015 | 19 et 25 avril 2015 | 19 et 25 avril 2015 | 19 et 25 avril 2015 |  |  | 14 mai 2015 | 14 mai 2015 | 14 mai 2015 | 14 mai 2015 |
|  | 21 et 29 mars 2015  | 21 et 29 mars 2015  | 21 et 29 mars 2015  | 21 et 29 mars 2015  |                |                | 19 et 25 avril 2015 | 19 et 25 avril 2015 | 19 et 25 avril 2015 | 19 et 25 avril 2015 |  |  | 14 mai 2015 | 14 mai 2015 | 14 mai 2015 | 14 mai 2015 |
|  | FFC Francfort       | FFC Francfort       | 5                   | 7                   |                |                | 19 et 25 avril 2015 | 19 et 25 avril 2015 | 19 et 25 avril 2015 | 19 et 25 avril 2015 |  |  | 14 mai 2015 | 14 mai 2015 | 14 mai 2015 | 14 mai 2015 |
|  | FFC Francfort       | FFC Francfort       | 5                   | 7                   |                |                | 19 et 25 avril 2015 | 19 et 25 avril 2015 | 19 et 25 avril 2015 | 19 et 25 avril 2015 |  |  | 14 mai 2015 | 14 mai 2015 | 14 mai 2015 | 14 mai 2015 |
|  | Bristol Academy WFC | Bristol Academy WFC | 0                   | 0                   |                |                | 19 et 25 avril 2015 | 19 et 25 avril 2015 | 19 et 25 avril 2015 | 19 et 25 avril 2015 |  |  | 14 mai 2015 | 14 mai 2015 | 14 mai 2015 | 14 mai 2015 |
|  | Bristol Academy WFC | Bristol Academy WFC | 0                   | 0                   | FFC Francfort  | FFC Francfort  | 7                   | 6                   |                     |                     |  |  | 14 mai 2015 | 14 mai 2015 | 14 mai 2015 | 14 mai 2015 |
|  | 22 et 28 mars 2015  |                     |                     |                     | FFC Francfort  | FFC Francfort  | 7                   | 6                   |                     |                     |  |  | 14 mai 2015 | 14 mai 2015 | 14 mai 2015 | 14 mai 2015 |
|  |                     |                     | Brøndby IF          | Brøndby IF          | 0              | 0              |                     |                     |                     |                     |  |  | 14 mai 2015 | 14 mai 2015 | 14 mai 2015 | 14 mai 2015 |
|  | Linköpings FC       | Linköpings FC       | Brøndby IF          | Brøndby IF          | 0              | 0              | 0                   | 1                   |                     |                     |  |  | 14 mai 2015 | 14 mai 2015 | 14 mai 2015 | 14 mai 2015 |
|  | Linköpings FC       | Linköpings FC       | 18 et 26 avril 2015 |                     |                |                | 0                   | 1                   |                     |                     |  |  | 14 mai 2015 | 14 mai 2015 | 14 mai 2015 | 14 mai 2015 |
|  | Brøndby IF          | Brøndby IF          | 1                   | 1                   |                |                |                     |                     |                     |                     |  |  | 14 mai 2015 | 14 mai 2015 | 14 mai 2015 | 14 mai 2015 |
|  | Brøndby IF          | Brøndby IF          | 1                   | 1                   | FFC Francfort  | FFC Francfort  | 2                   | 2                   |                     |                     |  |  |             |             |             |             |
|  | 22 et 28 mars 2015  |                     |                     |                     | FFC Francfort  | FFC Francfort  | 2                   | 2                   |                     |                     |  |  |             |             |             |             |
|  |                     |                     | Paris Saint-Germain | Paris Saint-Germain | 1              | 1              |                     |                     |                     |                     |  |  |             |             |             |             |
|  | VfL Wolfsbourg      | VfL Wolfsbourg      | Paris Saint-Germain | Paris Saint-Germain | 1              | 1              | 1                   | 3                   |                     |                     |  |  |             |             |             |             |
|  | VfL Wolfsbourg      | VfL Wolfsbourg      |                     |                     |                |                |                     |                     |                     |                     |  |  |             |             |             |             |
|  | FC Rosengård        | FC Rosengård        | 1                   | 3                   |                |                |                     |                     |                     |                     |  |  |             |             |             |             |
|  | FC Rosengård        | FC Rosengård        | 1                   | 3                   | VfL Wolfsbourg | VfL Wolfsbourg | 0                   | 2                   |                     |                     |  |  |             |             |             |             |
|  | 22 et 28 mars 2015  |                     |                     |                     | VfL Wolfsbourg | VfL Wolfsbourg | 0                   | 2                   |                     |                     |  |  |             |             |             |             |
|  |                     |                     | Paris Saint-Germain | Paris Saint-Germain | 2              | 1              |                     |                     |                     |                     |  |  |             |             |             |             |
|  | Glasgow City LFC    | Glasgow City LFC    | Paris Saint-Germain | Paris Saint-Germain | 2              | 1              | 0                   | 0                   |                     |                     |  |  |             |             |             |             |
|  | Glasgow City LFC    | Glasgow City LFC    |                     |                     |                |                |                     | 0                   |                     |                     |  |  |             |             |             |             |
|  | Paris Saint-Germain | Paris Saint-Germain | 2                   | 5                   |                |                |                     |                     |                     |                     |  |  |             |             |             |             |
|  | Paris Saint-Germain | Paris Saint-Germain | 2                   | 5                   |                |                |                     |                     |                     |                     |  |  |             |             |             |             |
|  |                     |                     |                     |                     |                |                |                     |                     |                     |                     |  |  |             |             |             |             |

### Quarts de finale
| Pays | Club             | Aller | Retour | Club                | Pays |
| ---- | ---------------- | ----- | ------ | ------------------- | ---- |
|      | FFC Francfort    | 5-0   | 7-0    | Bristol Academy WFC |      |
|      | Linköpings FC    | 0-1   | 1-1    | Brøndby IF          |      |
|      | VfL Wolfsbourg   | 1-1   | 3-3    | FC Rosengård        |      |
|      | Glasgow City LFC | 0-2   | 0-5    | Paris Saint-Germain |      |

### Demi-finales
| Pays | Club           | Aller | Retour | Club                | Pays |
| ---- | -------------- | ----- | ------ | ------------------- | ---- |
|      | FFC Francfort  | 7-0   | 6-0    | Brøndby IF          |      |
|      | VfL Wolfsbourg | 0-2   | 2-1    | Paris Saint-Germain |      |

### Finale
| 14 mai 2015   | FFC Francfort                          | 2 – 1 | Paris Saint-Germain   | Stade Friedrich-Ludwig-Jahn, Berlin                                                 |                                                                                     |
| 18 h 00 UTC+2 | Célia Šašić 32e · Mandy Islacker 90+2e |       | Marie-Laure Delie 40e | Arbitrage : Esther Staubli Belinda Brem (a) Susann Küng (a) Désirée Grundbacher (q) | Arbitrage : Esther Staubli Belinda Brem (a) Susann Küng (a) Désirée Grundbacher (q) |
| 18 h 00 UTC+2 | Rapport                                |       |                       | Arbitrage : Esther Staubli Belinda Brem (a) Susann Küng (a) Désirée Grundbacher (q) | Arbitrage : Esther Staubli Belinda Brem (a) Susann Küng (a) Désirée Grundbacher (q) |

| G              | 1  | Desirée Schumann       |     |     |
| D              | 23 | Bianca Schmidt         |     | 79e |
| D              | 13 | Marith Prießen         |     |     |
| D              | 27 | Peggy Kuznik           |     |     |
| D              | 4  | Kathrin Hendrich       |     |     |
| D              | 11 | Simone Laudehr         | 44e | 87e |
| M              | 10 | Dzsenifer Marozsán     |     |     |
| M              | 7  | Verónica Boquete       |     |     |
| M              | 18 | Kerstin Garefrekes     |     |     |
| A              | 21 | Ana-Maria Crnogorčević |     | 66e |
| A              | 9  | Célia Šašić            |     |     |
| Remplaçantes : |    |                        |     |     |
| D              | 15 | Svenja Huth            |     | 79e |
| M              | 14 | Kozue Ando             |     | 87e |
| A              | 17 | Mandy Islacker         |     | 66e |
| Entraîneur :   |    |                        |     |     |
| Colin Bell     |    |                        |     |     |

| G              | 1  | Katarzyna Kiedrzynek |     |     |
| D              | 11 | Jessica Houara       |     |     |
| D              | 5  | Sabrina Delannoy     | 74e |     |
| D              | 13 | Annike Krahn         | 84e |     |
| D              | 3  | Laure Boulleau       |     | 60e |
| M              | 19 | Fatmire Alushi       |     | 58e |
| M              | 17 | Aurélie Kaci         |     |     |
| M              | 28 | Shirley Cruz Traña   |     |     |
| M              | 2  | Kenza Dali           |     |     |
| A              | 18 | Marie-Laure Delie    |     |     |
| A              | 9  | Kosovare Asllani     |     | 90e |
| Remplaçantes : |    |                      |     |     |
| D              | 4  | Laura Georges        |     | 58e |
| D              | 22 | Josephine Henning    |     | 60e |
| A              | 15 | Ouleye Sarr          |     | 90e |
| Entraîneur :   |    |                      |     |     |
| Farid Benstiti |    |                      |     |     |

| Champion d'Europe 2015        |
| ----------------------------- |
| Drapeau de l'Allemagne        |
| FFC Francfort Quatrième Titre |

## Statistiques
| \| Rang \| Joueuse \| Club \| Buts \| \| ---- \| ------------------ \| -------------------- \| ---- \| \| 1 \| Célia Šašić \| FFC Francfort \| 14 \| \| 2 \| Milena Nikolić \| ŽFK Spartak Subotica \| 9 \| \| 3 \| Fabienne Humm \| FC Zürich Frauen \| 8 \| \| 3 \| Ewa Pajor \| Medyk Konin \| 8 \| \| 5 \| Verónica Boquete \| FFC Francfort \| 6 \| \| 5 \| Dzsenifer Marozsán \| FFC Francfort \| 6 \| |                    |                      |      |
| Rang | Joueuse            | Club                 | Buts |
| 1 | Célia Šašić        | FFC Francfort        | 14   |
| 2 | Milena Nikolić     | ŽFK Spartak Subotica | 9    |
| 3 | Fabienne Humm      | FC Zürich Frauen     | 8    |
| 3 | Ewa Pajor          | Medyk Konin          | 8    |
| 5 | Verónica Boquete   | FFC Francfort        | 6    |
| 5 | Dzsenifer Marozsán | FFC Francfort        | 6    |